# Eleccions presidencials del Kirguizstan de 2011
El 30 d'octubre de 2011 es van celebrar eleccions presidencials anticipades al Kirguizstan per a substituir a la presidenta interina Roza Otunbàieva. L'exprimer ministre Almazbek Atambayev, del Partit Socialdemòcrata del Kirguizstan, va guanyar en la primera volta amb el 63% dels vots i es va esdevenir el nou president del país. La participació fou superior al 60%.

## Context
Les eleccions es van celebrar després revolució del Kirguizstan de 2010, durant els quals el president en funcions Kurmanbek Bakíev va ser enderrocat pels manifestants i es va formar un govern interí dirigit per Roza Otunbàieva. El 19 d'abril de 2010 es va presentar un pla electoral i de reformes.

## Mandats presidencials
Segons la nova Constitució, el mandat presidencial dura sis anys, però està prohibida la reelecció.

## Data
La data de les eleccions es va anunciar el 22 d'abril de 2010; el 27 de juny de 2010 es va celebrar un referèndum constitucional per a reduir els poders presidencials i reforçar la democràcia.
El 19 de maig de 2010, es va anunciar que les eleccions presidencials no se celebrarien el 10 d'octubre de 2010 juntament amb les eleccions parlamentàries, sinó l'octubre de 2011, i que Otunbàieva continuaria sent presidenta fins al 31 de desembre de 2011.

## Candidats
La Comissió Electoral Central va anunciar que vuitanta-tres candidats s'havien presentat a les eleccions abans de la data límit del 16 d'agost. Els partits van proposar a 16 candidats, mentre que la resta es va autoproclamar. Els candidats havien de recollir 30.000 signatures, pagar una taxa de 100.000 soms kirguises i superar una prova de llengua televisada per a presentar-se al càrrec de president. Setze candidats complien els requisits per a presentar-se a les eleccions.
Otunbàieva va declarar que no es presentaria a les eleccions. Omurbek Tekebaiev, líder de l'opositor Partit Socialista Ata Meken, va declarar el 22 de setembre que no seria candidat a la presidència.